# Volksbank Südkirchen-Capelle-Nordkirchen
Die Volksbank Südkirchen-Capelle-Nordkirchen eG ist eine Genossenschaftsbank mit Sitz in der nordrhein-westfälischen Gemeinde Nordkirchen im Kreis Coesfeld.

## Geschichte
Die heutige Volksbank Südkirchen-Capelle-Nordkirchen eG wurde am 4. Dezember 1887 im Ortsteil Südkirchen der Gemeinde Nordkirchen als Spar- und Darlehnskasse eGmuH gegründet (Umfirmierung 1974 zur Volksbank Südkirchen – Capelle eG.) und entstand im Jahr 1978 durch die Fusion der Volksbank Nordkirchen eG mit dem Sitz in Nordkirchen mit der Volksbank Südkirchen – Capelle eG. mit dem Sitz in Südkirchen.

## Rechtsverhältnisse
Die Volksbank Südkirchen-Capelle-Nordkirchen eG (lt. GnR „Volksbank Südkirchen - Capelle - Nordkirchen eG“) ist im Genossenschaftsregister beim Amtsgericht Coesfeld unter GnR 179 eingetragen.

## Organisationsstruktur
Rechtsgrundlagen sind das Genossenschaftsgesetz und die durch die Vertreterversammlung beschlossene Satzung. Organe der Bank sind der Vorstand, der Aufsichtsrat und die Vertreterversammlung.

## Sicherungseinrichtung
Die Volksbank Südkirchen-Capelle-Nordkirchen eG ist der amtlich anerkannten Sicherungseinrichtung des Bundesverbandes der Deutschen Volksbanken und Raiffeisenbanken GmbH und der zusätzlichen freiwilligen Sicherungseinrichtung des Bundesverbandes der Deutschen Volksbanken und Raiffeisenbanken e.V. angeschlossen.

## Geschäftsausrichtung
Die Volksbank Südkirchen-Capelle-Nordkirchen eG betreibt das Universalbankgeschäft. Im Verbundgeschäft arbeitet sie mit der DZ Bank, R+V Versicherung, Bausparkasse Schwäbisch Hall, Teambank, VR Leasing, DZ Hyp und der Union Investment zusammen.

## Geschäftsgebiet
Das Geschäftsgebiet liegt im Süden des Kreises Coesfeld.
An diesen Orten betreibt die Bank Filialen:
- Nordkirchen (Hauptstelle, jur. Sitz)
- Südkirchen (Geschäftsstelle)
- Capelle (Geschäftsstelle)